# 색다른 동거
"색다른 동거"는 한국에서 제작된 김정우 감독의 2008년 판타지, 코미디 영화이다. 김혁 등이 주연으로 출연하였고 이민호 등이 제작에 참여하였다.

## 출연

### 주연
- 김혁
- 정시아
- 채윤서
- 오상무

### 조연
- 최나
- 김선영
- 배정원
- 황성웅

## 기타
- 각색: 바나나 카레
- 투자총괄: 전광영
- 프로듀서: 백선희
- 프로듀서: 서호진
- 제작실장: 고두현
- 제작부장: 손승진
- 제작부: 정창훈
- 제작부: 오현암
- 제작부: 김민권
- 제작부: 이종석
- 제작투자: 김성수
- 투자책임: 박호식
- 투자책임: 서장호
- 제작관리부문: 김태욱
- 제작관리부문: 김서경
- 제작관리부문: 권지영
- 제작관리부문: 함은영
- 제작관리부문: 안현지
- 제작관리부문: 이은주
- 제작관리부문: 이보경
- 제작관리부문: 김윤아
- 촬영부: 이정인
- 촬영부: 조성준
- 조명: 김계중
- 조명부: 유재규
- 조명부: 최종하
- 조명부: 이상훈
- 조명부: 이성환
- 조명부: 조효승
- 그립: 박찬희
- 그립: 최용재
- 그립: 김동령
- 그립: 진덕화
- 그립: 민경만
- 조연출: 모종혁
- 연출부: 마창일
- 연출부: 임영수
- 스크립터: 이민아
- 동시녹음: 정광호
- 붐오퍼레이터: 김응환
- 붐어시스턴트: 전영기
- 붐어시스턴트: 최준호
- 미술: 이봉환
- 미술팀: 용지원
- 미술팀: 김진원
- 미술지원: 홍승진
- 미술지원: 안수진
- 미술지원: 김잔디
- 소품팀: 최지연
- 분장-헤어: 김진숙
- 분장팀: 김민희
- 의상: 이윤정
- 현장편집: 한언재
- 일러스트레이터: 조현숙
- 의상팀: 최명진
- 마케팅부문: 김현성
- 촬영B팀: 이정인
- 편집실: 이승재
- 음향부문: 정희구
- 마케팅부문: 이영빈
- 디지털처리부문: 임정훈
- 편집실: 박아영
- 음향부문: 박원
- 마케팅부문: 이남주
- 디지털처리부문: 장원익
- 편집실: 박은경
- 음향부문: 안기성
- 마케팅부문: 이영균
- 디지털처리부문: 박진영
- 음향부문: 이지은
- 마케팅부문: 안애미
- 디지털처리부문: 김재호
- 음향부문: 이민섭
- 마케팅부문: 김영심
- 디지털처리부문: 이규현
- 마케팅부문: 손효정
- 디지털처리부문: 최길한
- 디지털처리부문: 김범수
- 매니저부문: 이소영
- 매니저부문: 김현우
- 매니저부문: 강민수
- 매니저부문: 김신중
- 매니저부문: 박형호
- 매니저부문: 박신
- 매니저부문: 이정호
- 매니저부문: 김병록
- 매니저부문: 한훈희
- 매니저부문: 김종문
- 매니저부문: 조영호
- 매니저부문: 김건우
- 매니저부문: 류승완
- 매니저부문: 오현석
- 메이킹: 스윙 필름
- 보조출연: 임도영
- 보조출연: 김동주
- 스타일리스트: 박민희
- 스타일리스트: 최영숙
- 스타일리스트: 하경미
- 보험: 윤경보